# Nina Høiberg
Nina Høiberg (ur. 17 lutego 1956) – duńska szachistka, mistrzyni międzynarodowa od 1985 roku.

## Kariera szachowa
Od pierwszych lat 70. XX wieku znajduje się w ścisłej czołówce duńskich szachistek. Pierwszy tytuł indywidualnej mistrzyni kraju zdobyła w roku 1974, kolejne m.in. w latach 1976, 1977, 1978, 1986, 1991, 1992, 1993. Pomiędzy 1976 a 2002 rokiem sześciokrotnie wystąpiła na szachowych olimpiadach, za każdym razem na I szachownicy. W czasie swojej kariery trzykrotnie brała udział w turniejach międzystrefowych, we wszystkich trzech przypadkach zajmując miejsce w pierwszej dziesiątce: 1985 Żełeznowodsk - IX, 1987 Tuzla - VII i 1990 Kuala Lumpur - IX.
Do pozostałych sukcesów Niny Høiberg w turniejach międzynarodowych należą m.in. dz. III m. w Biel/Bienne (1980), I m. w Londynie (1984), dz. II m. w Eksjö (1985, turniej strefowy), I m. w Gausdal (1987, turniej strefowy), dz. II m. w Linköping (1995, turniej strefowy) oraz I m. w Aarhus (1997).
Najwyższy ranking w karierze osiągnęła 1 lipca 1987 r., z wynikiem 2295 punktów dzieliła wówczas 38-40. miejsce na światowej liście FIDE, jednocześnie zajmując 1. miejsce wśród duńskich szachistek.